# عزلة الثلث (عمران)

تعديل مصدري - تعديل

عزلة الثلث هي إحدى عزل مديرية جبل عيال يزيد في محافظة عمران اليمنية ويبلغ تعداد سكانها 17417 نسمة حسب التعداد السكاني في اليمن لعام 2004.